# Tuffi ai Giochi della XXVIII Olimpiade - Piattaforma 10 metri sincro maschile
Hanno partecipato 8 coppie di atleti.

## Medaglie
| Posizione | Atleta                       | Paese         |
| --------- | ---------------------------- | ------------- |
|           | Tian Liang Yang Jinghui      | Cina          |
|           | Peter Waterfield Leon Taylor | Gran Bretagna |
|           | Mathew Helm Robert Newbery   | Australia     |

## Risultati
| Posiz | Tuffatori                           | Nazione       | Pti dopo 4 tuffi | Posiz dopo 4 tuffi | Punti tot |
| ----- | ----------------------------------- | ------------- | ---------------- | ------------------ | --------- |
|       | Tian Liang Yang Jinghui             | Cina          | 292,08           | 1                  | 383,88    |
|       | Peter Waterfield Leon Taylor        | Gran Bretagna | 281,46           | 2                  | 371,52    |
|       | Mathew Helm Robert Newbery          | Australia     | 272,22           | 3                  | 366,84    |
| 4     | Roman Volod'kov Anton Zakharov      | Ucraina       | 275,10           | 4                  | 357,66    |
| 5     | Philippe Comtois Alexandre Despatie | Canada        | 265,26           | 5                  | 351,90    |
| 6     | Dmitrij Dobroskok Gleb Gal'perin    | Russia        | 258,54           | 7                  | 348,60    |
| 7     | Sotirios Trakas Ioannis Gavriilidis | Grecia        | 250,86           | 6                  | 331,44    |
| 8     | Mark Ruiz Kyle Prandi               | Stati Uniti   | 247,92           | 8                  | 325,44    |